# Ewa Mizdal-Usowska
Ewa Mizdal (ur. 18 lipca 1987 w Lublinie) – polska sztangistka, zawodniczka Unii Hrubieszów, olimpijka.
Brązowa medalistka mistrzostw Europy w kategorii do 75 kg (2014). Czterokrotna mistrzyni Polski seniorów (2008-2011), trzykrotnie w kategorii do 75 kg i jeden raz (2009) do 69 kg. Dwukrotnie piąta zawodniczka mistrzostw Europy seniorów w 2009 i 2011 roku w kategorii wagowej do 69 kg. W 2009 roku została złotą medalistką mistrzostw Europy do lat 23 w kategorii do 69 kg.